# Hainburg an der Donau
Hainburg an der Donau is een gemeente in de Oostenrijkse deelstaat Neder-Oostenrijk, gelegen in het district Bruck an der Leitha. De gemeente heeft ongeveer 5700 inwoners.

## Geografie
Hainburg an der Donau heeft een oppervlakte van 25,05 km². Het ligt in het noordoosten van het land, in de buurt van de grens met Slowakije en het Burgenland. In het noordoosten ziet men de bergmassa's van Slowakije liggen en de uitlopers van het Malé Karpaty-bergmassief. Deze bergketen paalt aan het Bilé Karpaty-gebergte en de Javorniky bergketen, die ver uitlopen naar het oosten van Slowakije tot aan de grens met Polen. De stad ligt aan de Donau, op slechts drie kilometer van Slowakije. Ten tijde van het communisme was er een varende douanedienst die de scheepvaart naar het naburige Oost-Europa (het toenmalige Tsjecho-Slowakije en Hongarije) controleerde. Anderzijds was er nabij Bratislava eveneens een politie- en douanedienst, om verstekelingen die naar het Westen wilden vluchten, op te sporen. Nu worden enkel nog de papieren en de vracht gecontroleerd. Hier heeft men een goede kijk op de passagiers- en vrachtscheepvaart, die met de stroom mee snel passeert. Duitse, Oostenrijkse, Slowaakse en Hongaarse passagiersschepen moeten in snelle vaart de stroom vóór blijven. Vooral aan de rivierbocht ter hoogte van Hainburg zelf moeten ze goede stuurmanskunst hebben. Wie stroomopwaarts vaart, moet dan weer voldoende machinevermogen hebben. Alleen de snelle passagier-vleugelboten hebben geen last van de stroom.

## Geschiedenis en erfgoed
De stad ontstond op het einde van de 12de eeuw, toen op de Schlossberg een burcht gebouwd werd: de Heimenburg of Hainburg, die zijn naam aan de stad gaf. In de 13de eeuw werd de stad ommuurd. Daarvan is nog een belangrijk deel bewaard, namelijk twee en een halve kilometer muren, vijftien verdedigingstorens en drie stadspoorten: de Fischertor, de Ungarntor en de Wienertor. Deze laatste is de grootste nog bewaarde middeleeuwse stadspoort in Centraal-Europa. De burcht is ondertussen tot ruïne vervallen. Deze werd in 1977 door de gemeente aangekocht en in de daaropvolgende jaren geconsolideerd en gerestaureerd. Nu is ze te bezoeken als toeristische bezienswaardigheid en als uitkijkpunt over de omgeving.

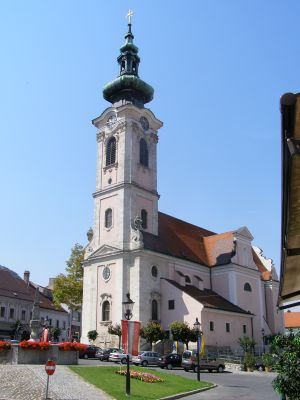
Hainburg: de hoofdkerk
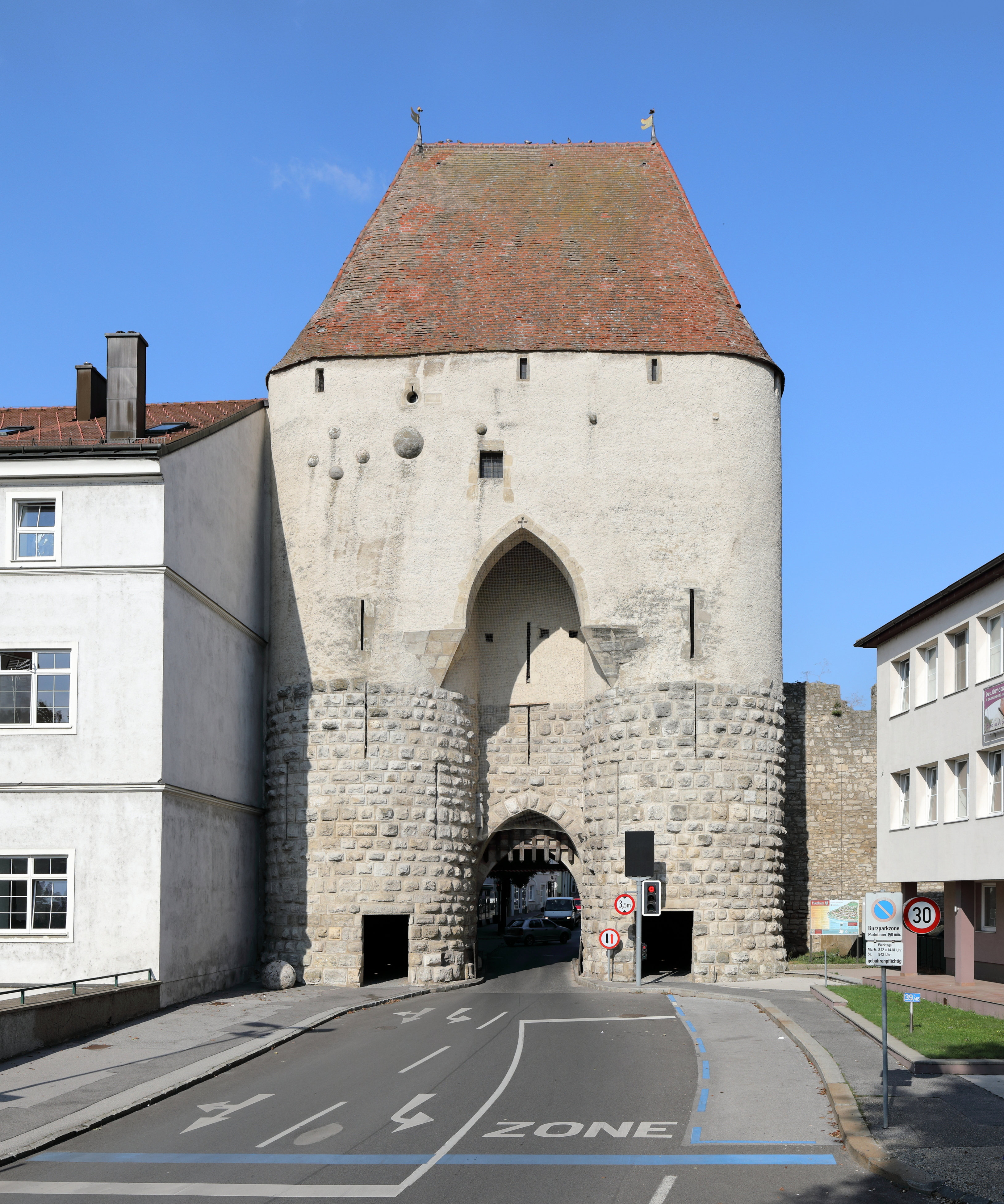
Hainburg: de Wienertor
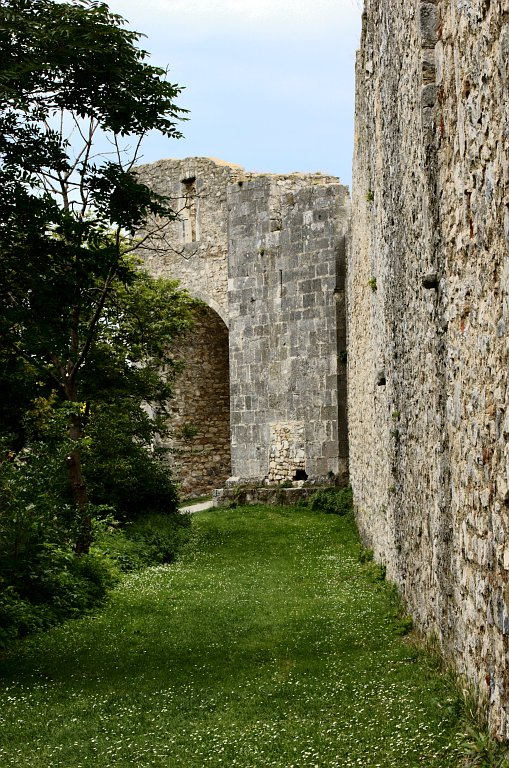
Hainburg: de burcht
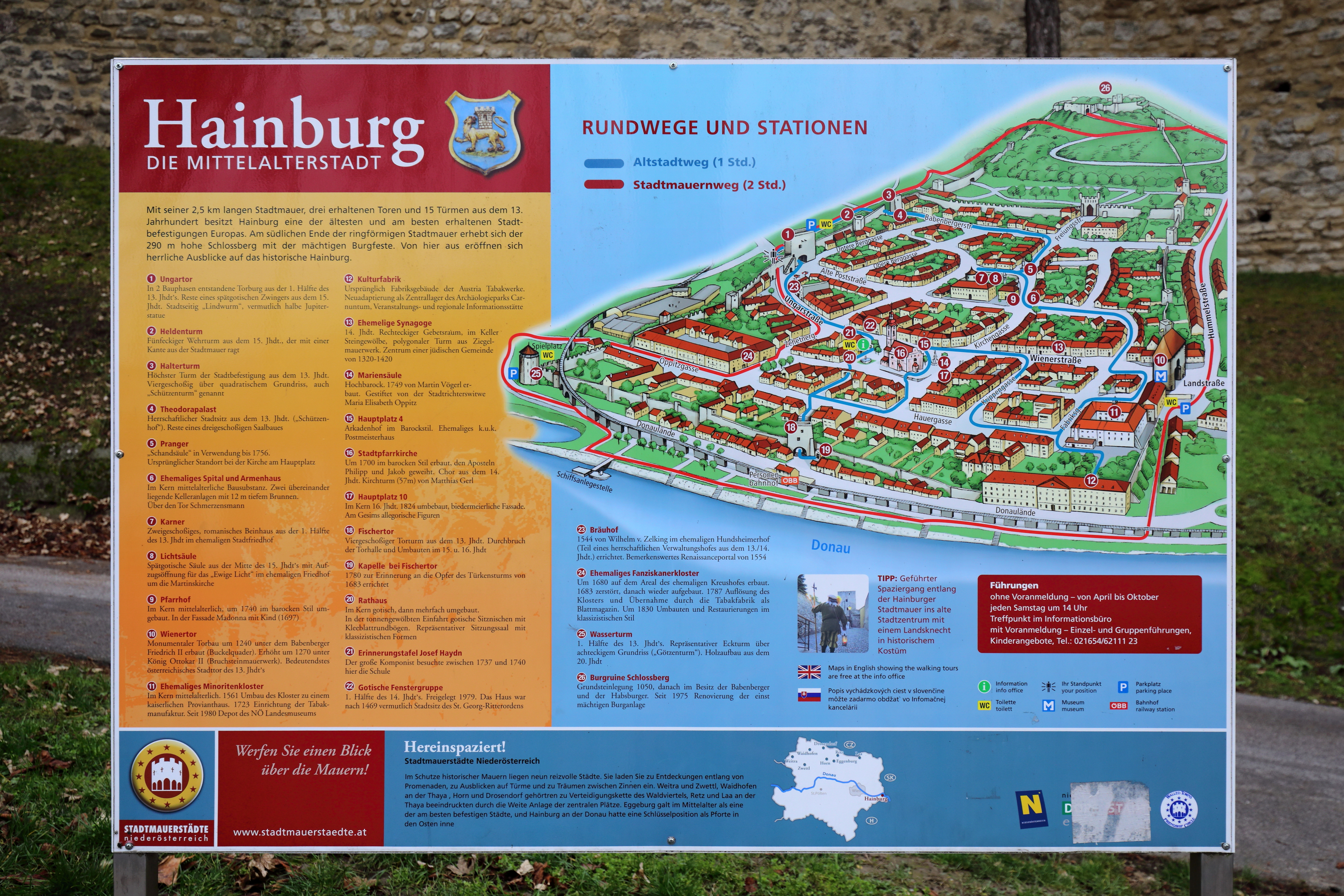
Informatiebord over Hainburg

Au am Leithaberge · Bad Deutsch-Altenburg · Berg · Bruck an der Leitha · Enzersdorf an der Fischa · Göttlesbrunn-Arbesthal · Götzendorf an der Leitha · Hainburg an der Donau · Haslau-Maria Ellend · Hof am Leithaberge · Höflein · Hundsheim · Mannersdorf am Leithagebirge · Petronell-Carnuntum · Prellenkirchen · Rohrau · Scharndorf · Sommerein · Trautmannsdorf an der Leitha · Wolfsthal
- Gemeinsame Normdatei: 4022967-1
- Library of Congress Control Number: n86112534
- MusicBrainz: 1bb3a841-a613-494b-b20b-de5f939897de
- Nationale Bibliotheek van Tsjechië: ge661540
- Nationale Bibliotheek van Israël: 987007564855505171
- Système universitaire de documentation: 184569095
- Virtual International Authority File: 159531594
- WorldCat: E39PBJkHpHKVqpCQqTXy7f7JXd